# Colpotrochia uchidai
Colpotrochia uchidai är en stekelart som beskrevs av Henry Keith Townes, Jr. 1973. Colpotrochia uchidai ingår i släktet Colpotrochia och familjen brokparasitsteklar. Inga underarter finns listade i Catalogue of Life.